# Bitter Lemon (tijdschrift)
Bitter Lemon was een conservatief tijdschrift. Als genootschap wilde het conservatieve gedachtegoed in Nederland en Vlaanderen verspreiden en de zogenaamde Avondlandcultuur verdedigen.
Het genootschap werd opgericht onder de naam Open Orthodoxie, maar met de lancering van een tweemaandelijks tijdschrift in 2007 veranderde het zijn naam in Bitter Lemon. Het eerste nummer telde 64 pagina's waarin Ds. Oussoren over de Unie van Utrecht schreef, Robert Lemm over de tijdgeest en Tom Zwitser over de film César et Rosalie.
In 2008 kwam er een nauwe samenwerking van de redactie met het Vlaamse conservatieve tijdschrift Nucleus. Na het overlijden van Nucleus-hoofdredacteur Pieter Huys, en het stoppen van diens magazine, werd ook het tijdschrift Bitter Lemon stopgezet en ging een groot deel van de redactie gaan schrijven voor het rooms-katholieke tijdschrift Catholica. De inhoud van de website Bitter Lemon - Nucleus is overgeheveld naar de weblog van Catholica.